# LG Optimus 7
Il telefonino LG Optimus 7 (noto anche come E900) è un telefono di tipo smartphone che funziona tramite il sistema operativo Windows Phone 7 di Microsoft Corporation. Esso possiede un processore ARM a 1 GHz, uno schermo da 3.8 pollici di tipo capacitivo e 16GB di memoria interna (non espandibili).
Questo telefonino presenta particolari funzionalità multimediali, avendo la capacità di supportare il formato HD (720p) sia creando video HD sia potendo riprodurre qualunque video HD su uno schermo ad alta risoluzione (480 x 800 pixel).
Altra particolarità di questo telefonino è che permette di vedere film HD in streaming, immagini e musica connettendosi via wireless ad un qualunque dispositivo DLNA.
Con la fotocamera da 5 megapixel si possono scattare foto usando la funzionalità di Realtà aumentata e condividerle direttamente sui siti di Social Networking di Internet.
A livello di connettività, questo telefonino supporta la maggior parte delle reti, tra cui HSDPA, HSUPA, Wi-Fi (classi b/g/n), Bluetooth 2.1 e il GPS.

## Sistema operativo
LG Optimus 7, insieme al Samsung Omnia 7 e agli HTC HD2, HTC 7 Pro e HTC 7 Surround, è stato il primo smartphone ad utilizzare il sistema operativo Windows Phone 7, lanciato dalla Microsoft nell'ottobre del 2010.

## Specifiche

### Design
- Dimensioni: 125 × 59,8 × 11,5 mm
- Massa (con batteria): 157 g

### Tasti e metodi di input
- Tasti fisici (tasto Accensione/Blocco, tasto fotocamera, tasti volume, tasto indietro, tasto Start, tasto ricerca)
- Supporto tocco per l'input di testo e di controllo di interfaccia utente
- On-screen tastiera alfanumerica e tastiera completa
- Fotocamera con tasti dedicati per il volume
- Possibilità di utilizzare lo stilo capacitivo

### Connettività
- Bluetooth 2.1
- Micro USB 2.0
- Wi-Fi (802.11 b/g/n)
- GPS
- DLNA
- GSM Quadband (850/900/1800/1900 MHz)
- GPRS Classe 12
- EDGE Classe 12
- UMTS Tri
- HSDPA (7.2 Mbps)
- HSUPA (5.7 Mbps)
- Connettore AV da 3,5 pollici
- Radio FM